# Johan Hendrik Caspar Kern

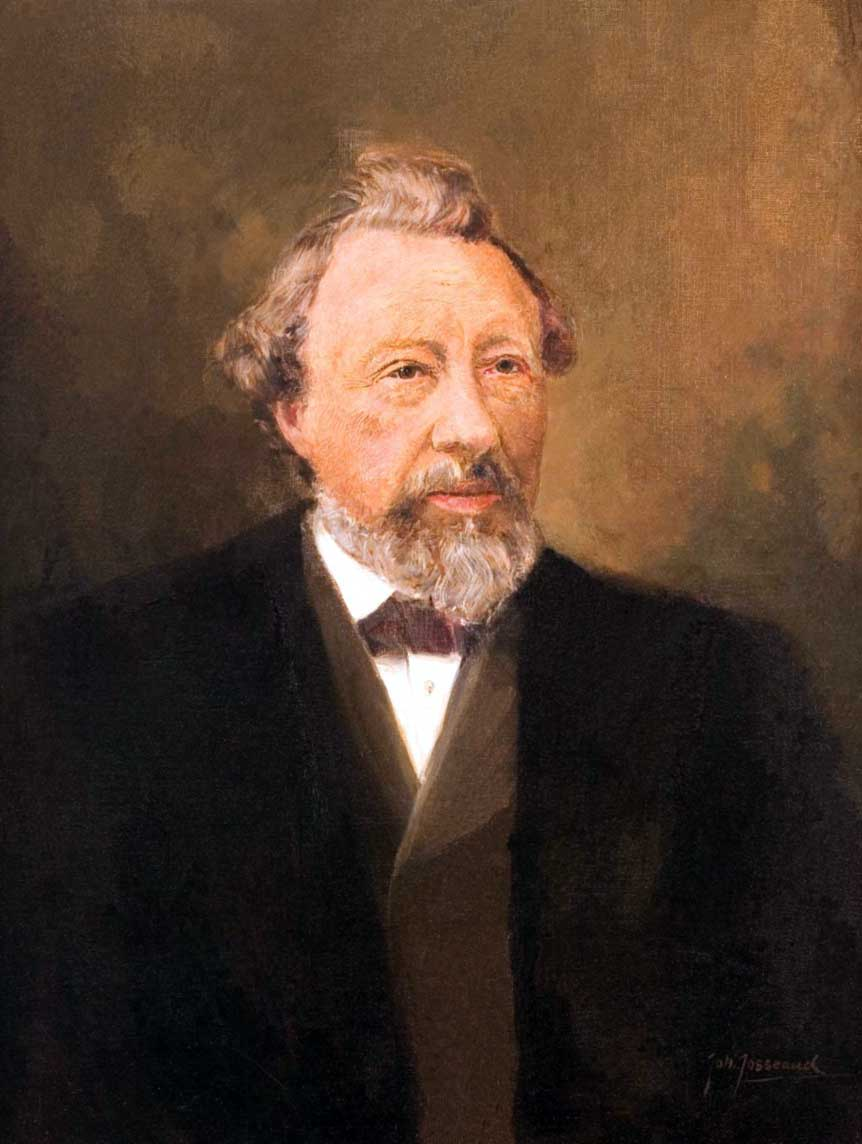
Hendrik Kern

Johan Hendrik Caspar Kern (* 6. April 1833 in Purworedjo auf der Insel Java; † 4. Juli 1917 in Utrecht) war ein niederländischer Sanskritist, Indologist und Orientalist.

## Leben
Hendrik Kern wurde 1833 als Sohn niederländischer Eltern auf Java geboren. Sein Vater war der Offizier Johann Hendrik Kern (* 14. April 1799 in Groningen, † 25. Juli 1863 in Groenlo) und seine Mutter Maria Conradina von Schindler (* um 1803 in Vierlingsbeek, † 20. März 1894 in Groenlo). Seine ersten sechs Lebensjahre verbrachte Kern auf Java, wo sein Vater zuletzt in Makassar Kommandant gewesen war. 1839 kehrte dieser aus gesundheitlichen Gründen in die Niederlande zurück und wurde 1840 in Doesburg und 1843 in Groenlo heimisch. Dort besuchte Kern die Lateinschule. 1849 besuchte er das Gymnasium in Zutphen und begann nach bestandenen Hochschulexamen am 19. September 1850 ein Studium an der Universität Utrecht, um Sprachen und Literatur zu studieren. Nach bestandenen Grundexamen wechselte er an die Universität Leiden. Hier hatte er bei Antonie Rutgers Sanskrit, bei Carel Gabriel Cobet griechisch und Matthias de Vries ein Studium der niederländischen Literatur absolviert. Am 12. Oktober 1855 promovierte er unter Rutgers mit der Abhandlung Specimen historicum exhibens scriptores Graecos de rebus Persicis Achaemenidarum monumentis collatos zum Doktor der Philosophie.
Um seine Studien zu vertiefen, ging er nach Berlin, wo er Sanskrit bei Albrecht Weber hörte, zudem deutsche und slawische Sprachstudien absolvierte. Nachdem er eine Arbeit zur indischen Astronomie (Brhat-samhita von Varahamihira) absolviert hatte, begann er 1857 Beiträge zu dem großen Petersburger Sanskritwörterbuch von Böhtlingk und Roth zu liefern. Noch im selben Jahr kehrte er nach Utrecht zurück, wo er als Privatdozent Vorlesungen zu Gotisch und Niederländisch abhielt. 1858 erhielt er eine Stelle als Lehrer des Griechischen am Athenaeum zu Maastricht, gab diese aber 1862 auf, um sich in London der Durchforschung der dortigen Sanskritmanuskripte zu widmen. Hier machte er die Bekanntschaft von Monier Monier-Williams (1819–1899) und erhielt durch Vermittelung Theodor Goldstückers und Friedrich Max Müller die Anglo-Sanskritprofessur am Benares College in Britisch-Ostindien übertragen, die er bis 1865 bekleidete.
Am 2. Juni 1865 wurde er als Professor für Sanskrit und vergleichende Sprachstudien an die Universität Leiden berufen. Diese Aufgabe trat er am 18. Oktober 1865 mit der Einführungsrede Het aandeel van Indië in de geschiedenis der beschaving en de invloed der studie van het Sanskrit op de taalwetenschap (1865) an. Seine philologischen Studien beschäftigten sich mit indoeuropäischen Sprachen, austronesischen Sprachen und er war der Begründer der Epigraphik von Kambodscha. Durch seinen Vergleich der Sprache von Fidschi wies er nach, dass diese mit der Sprache Indonesiens und Polynesiens verwandt ist. Zudem beteiligte er sich auch an den organisatorischen Aufgaben der Hochschule und war 1879/80 Rektor der Alma Mater. Am 20. März 1903 lief sein Kontrakt als Professor aus und er verabschiedete sich am 21. September 1903 in den Ruhestand und verzog noch im selben Jahr nach Utrecht.
Dennoch arbeitete er noch weiter auf seinem Gebiet. Kern war ein Sprachgenie, weniger ein guter Lehrer. Seine Spuren ziehen durch viele Zweige der Wissenschaften. Zudem erhielt er zahlreich in- und ausländische Ehrerweisung. So war er ab dem 7. Mai 1866 Mitglied und viele Jahre Vorsitzender der literarischen Abteilung der königlich niederländischen Akademie der Wissenschaften. Seit 1876 war er korrespondierendes Mitglied der Russischen Akademie der Wissenschaften in Sankt Petersburg. 1907 wurde er zum auswärtigen Mitglied (associé étranger) der Académie des Inscriptions et Belles-Lettres gewählt. Im Dezember 1907 wurde er von der Académie royale des Sciences, des Lettres et des Beaux-Arts de Belgique als assoziiertes Mitglied aufgenommen. 1891 wurde er Ritter des Ordens Pour le Mérite (Friedensklasse), er war Kommandeur des Ordens vom niederländischen Löwen, Kommandeur von der Ehrenlegion, Ritter des russischen Sankt-Stanislaus-Orden und Ritter des portugiesischen Christusorden San Thiagio. Das Institut für Indologische Studien in Leiden trägt den Namen des Begründers der Indologie in Leiden.

## Familie
Kern war zwei Mal verheiratet. Seine erste Ehe schloss er am 17. August 1859 in Groenlo mit Hendrika Anna Wijnveldt (* um 1833 in Zutphen † 17. August 1860 in Groenlo), die Tochter von Joost Wijnveldt und Hendrika Johanna Huijskes. Aus der Ehe stammt eine jung gestorbene Tochter. Seine zweite Ehe schloss er am 1. Mai 1866 mit Annette Marie Thérèse Moïse de Chateleux (* 30. Juni 1839 in Delfzijl, † 24. November 1916 in Utrecht), die Tochter von Englebert Bernhard Joseph Moïse de Chateleux und Jeantine Rudolphine Vos. Aus der Ehe stammen drei Söhne und drei Töchter. Von den Kindern kennt man:
- Rudolf Arnoud Kern (* 26. September 1875 in Leiden, † 23. März 1958 ebenda) verh. 19. März 1914 mit Romelia Rutgers van der Loeff († 31. Januar 1943 in Amersfoort)
- Johan Hendrik Kern (* 24. Januar 1867 in Leiden, † 19. Dezember 1933 ebenda) Professor für niederländische Sprache, verh. am 22. Mai 1903 in Rotterdam mit Susanna Wilhelmine Petronella Salomons (* 5. November 1874 in Kralingen, † 12. Oktober 1952 in Wassenaar)
- Rudolfine Jantine Kern (* 14. Dezember 1868 in Leiden, † 4. Juli 1947 in Apeldoorn)
- Maria Conradina Hilda Kern (* 8. Oktober 1870 in Leiden, † nach 1960) verh. 6. Juni 1912 in Utrecht mit Willem Joachim Pieter Suringar (* 29. Februar 1876 in Maastrich, † 17. Juni 1955 in Lochem)
- Berta Kern (* 9. November 1872 in Leiden, † 27. Januar 1965 (Maryland, USA)) verh. 23. Juni 1898 in Leiden Hendrik Herman Juynboll (* 24. Juli 1867 in  Delft,  † 25. Oktober 1945 in Bethesda (Md, USA))
- Herman Egbert Kern (* 2. April 1879 in Leiden, †  11. März 1960 in Voorburg)

## Werke
Seine Hauptwerke sind neben zahlreichen kleineren Beiträgen in holländischen und anderen gelehrten Zeitschriften: „Handleiding bij het onderwijs der nederlandsche taal“ (eine nach Grimms Grundsätzen bearbeitete niederländische Schulgrammatik, 1859–1860, 2. Bde., 7. Auflage, Amsterdam 1884); eine niederländische Übersetzung der „Sakuntalâ“ (1862); die Textausgabe von „Brihat Sanhitâ“, einem astrologischen Werk des Inders Varâha Mihira, in der „Bibliotheca indica“ (7. Teil 1865), und eine englische Übersetzung des Werkes im Journal der Royal Asiatic Society zu London (1869 ff.);
ferner
- Yoga yâtrâ Text und deutsche Übersetzung des Varâha Mihira in Webers Indischen Studien, Band 10 und 14, 1867 und 1876
- Die Glossen in der Lex Salica und die Sprache der salischen Franken. Den Haag 1869 (Digitalisat)
- Kawistudlien, den Text der zwei ersten Gesänge des altjavanischen Gedichts Arjuna-Wiwâha enthaltend, nebst Übersetzung und Erklärung, Den Haag 1871
- Aryabhatiya, a manual of astronomy. Leiden 1874
- Wrttasanc'aya, ein altjavanisches Gedicht über Prosodie, in Kawitext mit holländischer Übersetzung, Leiden 1875
- Eene Indische sage in javaansch gewand. Amsterdam 1876
- Geschiedenis van het Buddhisme in Indie. Haarlem 1881–83; deutsch von Jacobi, Leipzig, 1882–84, eine englische Übersetzung des buddhistischen religiösen Buches
- Saddharma Pundarika. Oxford 1884
- Kern, Hendrik: Kern, Manual of Indian Buddhism, (Grundriss der indo-arischen Philologie und Altertumskunde; 3, 8), Strassburg: K. J. Trübner, 1896 Digitalisat/Gallica und
- Kern, Hendrik: Der Buddhismus und seine, Geschichte in Indien, Leipzig, O. Schulze 1882. Digitalisat
- De Fidji taal vergeleken met hare verwanten in Indonesie en Polynesie. Amsterdam 1886.

Eine umfangreiche Zusammenfassung ab 1903 findet sich auch bei Caland.